# 1234
Cette page concerne l'année 1234  du calendrier julien. Pour l'année 1234 av. J.-C., voir 1234 av. J.-C.
L'année 1234 est une année commune qui commence un dimanche.

## Événements
- Février : le dernier roi Jin se suicide[1]. Les Mongols, qui ont pris Kaifeng en 1233, renversent la dynastie Jin en Chine du Nord.
  - La dynastie des Song offre aux Mongols de s’allier pour battre définitivement les Djürchet. Les deux armées s’emparent au printemps de la dernière forteresse des Djürchet.
- Juillet - août : les Song, prétextant la récompense insuffisante reçue pour leur aide, attaquent leurs anciens alliés mongols en prenant Kaifeng et Luoyang. Il en sont immédiatement chassés et Ögödei décide d'envahir la Chine des Song l'année suivante[2].

- Soundiata Keïta, survivant exilé de la dynastie Keita décimée par le roi du Sosso, fonde l'Empire du Mali qui durera jusque vers 1500. Il réunit une armée composée de réfugiés mandingues, et marche sur sa capitale Diériba, qu’il reprend au roi du Sosso, Soumangourou Kante, aux prises avec la révolte des Mandé[3].
- Construction à Bagdad par le calife de la medersa Al Mustansiriya[4].

### Europe
- 19 janvier[5] : réunion à Nicée d’un synode œcuménique pour débattre du pain azyme et du filioque.
- 13 mars : Jeanne de Toulouse épouse Alphonse de Poitiers[6].
- 8 mai : la Navarre passe aux mains des comtes de Champagne. Thibaud de Champagne (1201-1253) est sacré roi de Navarre à Pampelune après la mort de Sanche VII de Navarre[7].

- 27 mai :

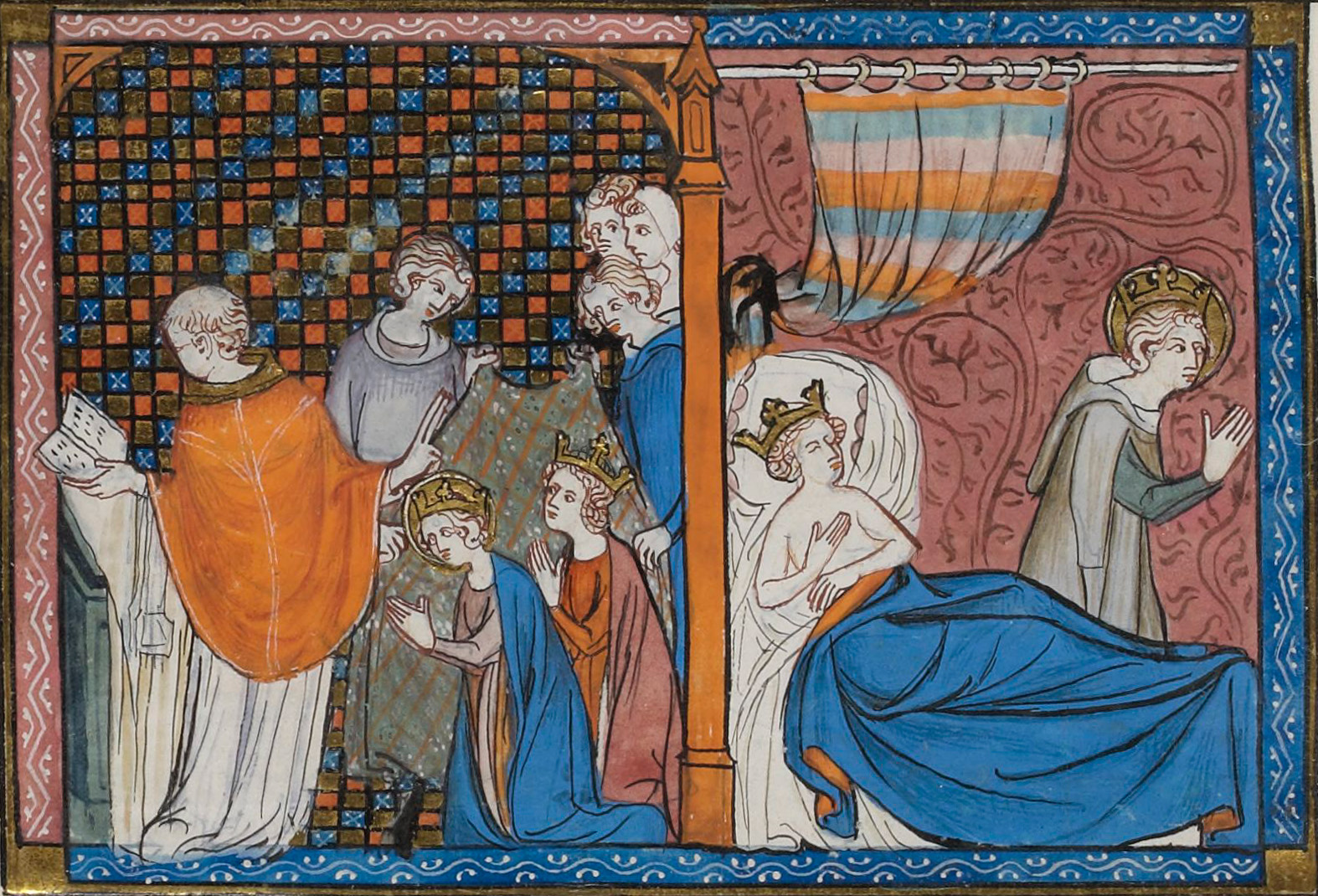
27 mai : mariage de Louis IX et de Marguerite de Provence. Le roi pratiquant l'abstinence

  - Louis IX épouse Marguerite de Provence à la cathédrale Saint-Étienne de Sens[8].
  - Massacre des Stedinger, hérétiques manichéens de Frise, à la bataille d'Altenesch[9].
- 3 juillet[10] : canonisation de Dominique de Guzmán, fondateur de l'ordre des Prêcheurs par le pape Grégoire IX.
- Juillet - novembre : campagne du roi de France en Bretagne et soumission de Pierre Mauclerc à Louis IX de France[11].
- 3 août[12] : le pape Grégoire IX concède aux Chevaliers teutoniques le privilège de Rieti qui fait de leurs futures conquêtes un « domaine de Saint Pierre », échappant à la suzeraineté de l’empereur.
- 5 septembre[13] : bulle de promulgation des Decretales Gregorii, compilées par le dominicain Raymond de Penafort sur l'ordre du pape Grégoire IX, second livre du Corpus Iuris canonici. Elles font interdiction formelle aux laïcs de s’immiscer dans la désignation des évêques.
- 14 octobre[14] : le pape Grégoire IX encourage la croisade contre les Bogomiles en Bosnie (fin en 1239).

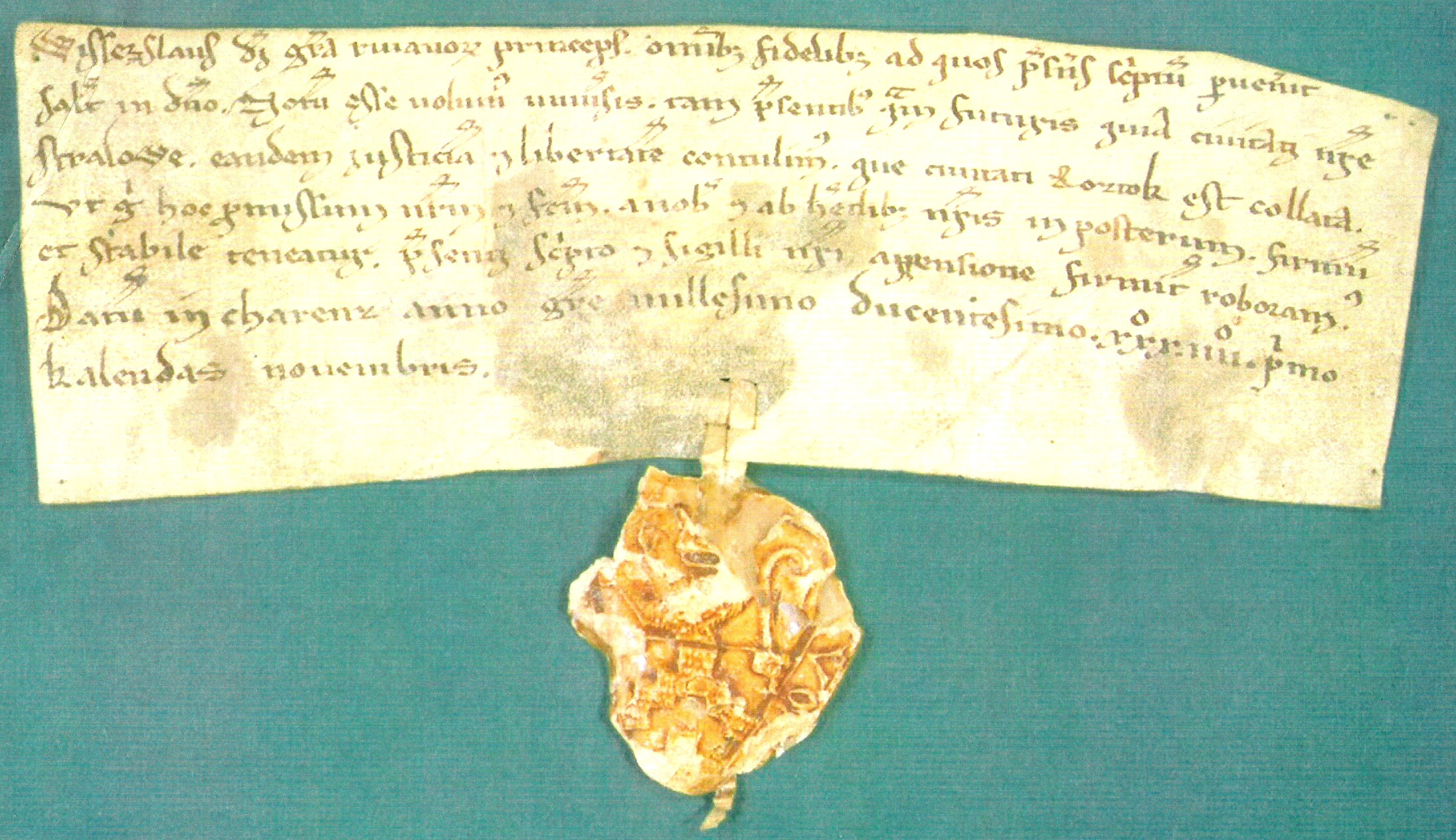
31 octobre : fondation de Stralsund

- 31 octobre : fondation de Stralsund sur la Baltique par les Allemands[15].
- 18 décembre : les villes de la Ligue lombarde signent une convention et reconnaissent Henri II de Souabe comme seul roi[16].
  - Henri, roi des Romains, se révolte en Allemagne contre son père Frédéric II. Il rassemble une diète à Boppard et négocie avec les villes Lombardes et le duc Frédéric d'Autriche[17].
- Des tribunaux d'Inquisition s'installent à Toulouse et Carcassonne[18].